# Коллон, Мишель
Мише́ль Колло́н (фр. Michel Collon) — бельгийский журналист и писатель, придерживающийся антиамериканских взглядов.

## Биография
Мишель Коллон начал свою карьеру в бельгийском еженедельнике Solidaire. Продолжает свою работу самостоятельно распространяя среди 40 000 подписчиков свои книги, фильмы и интернет-новости. По своим взглядам близок к Бельгийской Партии Труда. Организовывает развёртывание гражданских наблюдателей в Югославии и Ираке. Является членом «антиимпериалистической Оси Мира».

## Взгляды Мишеля Коллона

### События в Сребренице
По мнению Коллона, резня в Сребренице была хорошо продуманной антисербской провокацией. Он пишет, что командующий 28-й дивизией Насер Орич в момент сербского наступления на Сребреницу находился в Тузле и не организовал оборону анклава. Причиной столь странного поведения Орича, Коллон называет сговор между Клинтоном и Изетбеговичем:«Изетбегович узнал, что интервенция НАТО в Боснии была возможной. Но она произошла бы только в том случае, если бы сербы прорвались в Сребреницу и убили бы по крайней мере 5000 человек».

### События 11 сентября 2001 года
Мишель Коллон подвергает резкой критике официальную версию терактов 11 сентября.
По мнению бельгийского журналиста, так называемая «Война против терроризма» была развязана США из-за следующих целей.
1. Установление контроля над нефтью и газом Центральной Азии.
2. Внедрение военных баз в самом центре Азии, между Китаем и Россией.
3. Сохранение американского господства над Саудовской Аравией.
4. Милитаризацию экономики как средство «преодоления» тлеющего кризиса.
5. Подавление сопротивления третьего мира и движения против глобализации.[3]

## Книги и ссылки
- Мишель Коллон. Нефть, PR, война. Глобальный контроль над ресурсами планеты. Крымский мост — 9Д, НТЦ Форум 2002 г. ISBN 5-89747-044-8
- Официальный сайт Мишеля Коллона